# نحميا داير
نحميا داير (بالإنجليزية: Nehemiah Dyer)‏ هو ضابط أمريكي، ولد في 19 فبراير 1839 في Provincetown, Massachusetts ‏ في الولايات المتحدة، وتوفي في 28 يناير 1910 في ميلروز في الولايات المتحدة.